# Parochodaeus californicus
Parochodaeus californicus is een keversoort uit de familie Ochodaeidae. De wetenschappelijke naam van de soort is voor het eerst geldig gepubliceerd in 1895 door Horn.